# Olga Venecia Herrera Carbuccia
Olga Venecia Herrera Carbuccia (geboren 1956) war von 2012 bis 2021 eine Richterin am Internationalen Strafgerichtshof aus der Dominikanischen Republik.
Herrera Carbuccia kommt aus einer Familie von Anwälten, Medizinern, Musikern und Dichtern. Sie ist Tochter von Mercedes Luisa Carbuccia Montalvo, einer der ersten Ärztinnen in San Pedro de Macorís und Abelardo Herrera Peña, Richter am Obersten Gerichtshof der Dominikanischen Republik.
Sie hat zwei Schwestern und einen Bruder: Dora Rosanna Herrera Carbuccia, Kinderärztin; Vanesa Margarita Herrera Carbuccia, Anwältin, die sich auf kommunale Fragen spezialisiert hat; und Manuel Herrera Carbuccia, Richter am Obersten Gerichtshofs der Dominikanischen Republik.
Herrera beendete ihr Studium mit einem Doktorat an der Universidad Autónoma de Santo Domingo im Jahr 1980. Danach war von 1981 bis 1984 sie Amtsanwältin eines Friedensgerichts und Assistentin des Staatsanwalts von Santo Domingo. Von 1986 bis 1991 war sie Richterin einer Strafkammer des Gerichts erster Instanz in Santo Domingo und stieg in die Strafkammer des Berufungsgerichts auf, in der sie bis 2003 arbeitete; zuletzt als Vorsitzende der Ersten Strafkammer des Berufungsgerichts in Santo Domingo. Von 2003 an war sie der Gerichtshofpräsidentin der Strafkammer des Berufungsgerichts für die Justizbehörde in Santo Domingo, Dominikanische Republik.
Am 15. Dezember 2011 wurde sie zur Richterin am Internationalen Strafgerichtshofs gewählt. Sie wurde in der zwölften Abstimmungsrunde in der Versammlung der Vertragsstaaten mit 77 Stimmen gewählt. 73 hätten bereits zum Sieg gereicht. Sie nahm am 11. März 2012 ihr Amt auf und war sowohl in Vorverfahrensabteilungen als auch in Hauptverfahrensabteilungen tätig. Ihre Amtszeit am Internationalen Strafgerichtshof endete 2021.